# Body of the Life Force
Body of the Life Force – debiutancki album studyjny Afu-Ra wydany w 2000 roku. W nagraniach udział brali członkowie Wu-Tang Clan.

## Lista utworów
| #  | Tytuł                                | Producent     | Wykonanie                     |
| -- | ------------------------------------ | ------------- | ----------------------------- |
| 1  | "Intro [The Body Of The Life Force]" | 5 Boro Deep   | Asun The Black Sun            |
| 2  | "Soul Assassination"                 | DJ Muggs      | Afu-Ra                        |
| 3  | "Defeat"                             | DJ Premier    | Afu-Ra                        |
| 4  | "Bigacts Littleacts"                 | True Master   | Afu-Ra, GZA                   |
| 5  | "Quotations"                         |               | Afu-Ra                        |
| 6  | "D&D Soundclash"                     | Da Beatminerz | Afu-Ra, Cocoa Brovaz, Jahdan  |
| 7  | "Mic Stance"                         | DJ Premier    | Afu-Ra                        |
| 8  | "Caliente"                           | Joe Quinde    | Afu-Ra, Rasheedah             |
| 9  | "All That"                           | Mike Rone     | Afu-Ra, H. Stax, Krumbsnatcha |
| 10 | "Headqcourterz [Skit]"               |               | Headqcourterz                 |
| 11 | "Self Mastery"                       | DJ Roach      | Afu-Ra                        |
| 12 | "Visions [Skit]"                     | DJ Premier    | Afu-Ra                        |
| 13 | "Mortal Kombat"                      | DJ Roach      | Afu-Ra, Masta Killa           |
| 14 | "Warfare"                            | Mike Rone     | Afu-Ra, M.O.P.                |
| 15 | "Equality"                           | DJ Premier    | Afu-Ra, Ky-Mani Marley        |
| 16 | "Monotony"                           | DJ Premier    | Afu-Ra                        |
| 17 | "Bring It Right"                     | P. King       | Afu-Ra                        |
| 18 | "Whirlwind Thru Cities"              | DJ Roach      | Afu-Ra                        |